# 24194 Paľuš
24194 Paľuš là một tiểu hành tinh vành đai chính với chu kỳ quỹ đạo là 2066.0290251 ngày (5.66 năm).
Nó được phát hiện ngày 8 tháng 12 năm 1999.